# 樹靈碑
22°45′08″N 120°18′39″E / 22.752288°N 120.310922°E
樹靈碑，是位於臺灣高雄市橋頭區仕隆國小旁的紀念碑，1994年在此舉行中華民國首次的樹靈祭。

## 祭前
仕隆國小是高雄橋頭地區歷史最悠久的小學，校內有一棵百年榕樹因新建網球場而遭到破壞，經過搶救後依然枯死。橋頭鄉公所秘書林敬堯發起舉辦樹靈祭，該校校友高雄縣縣長余政憲知曉後，擴大為全縣性活動。為臺灣戰後時期首見的樹靈祭。在鄉民準備舉行樹靈祭前夕，校內另一棵相隔四公尺、作為「老妻樹」的百年樹木也倒下。

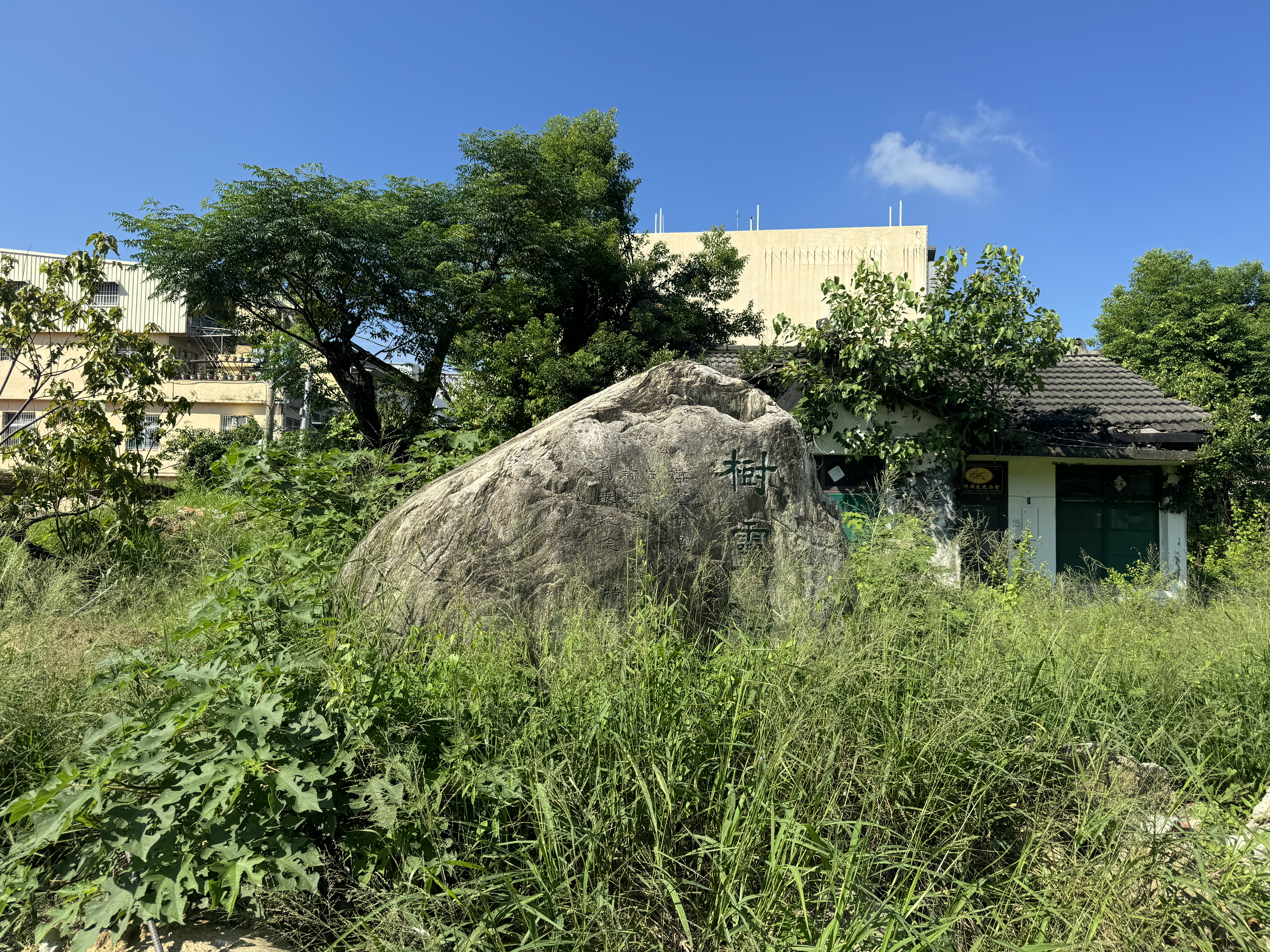
樹靈碑

## 祭典
1994年4月25日上午9點30分的仕隆國小，活動名為「台灣第一次人類以平等態度對待死亡老樹的感性祭典」的樹靈祭開始。高雄縣政府各單位主管、地方各級民意代表、高雄縣內各國小「環保小局長」、各地環團及民眾共一千多人參加。什隆國小校友、剛退役的前中華民國空軍副總司令許銘昌也聞訊主動前來。該棵枯死的老榕樹幹上掛滿彩帶、紙蟬與紙鳥，四周布置小學生為老榕所作的圖畫、作文、壁報、剪報等。主辦單位配合主題，製作大批老樹造型的紙帽贈送給參加者。許多民眾拍下老樹最後的鏡頭、或在老樹前合影留念。
余政憲率所有參加者向老樹行三鞠躬禮，述說昔日在老樹下度過的童年回憶，並說對不能再把這種美好快樂的記憶交給下一代表示遺憾。橋頭鄉籍立委戴振耀表示老樹無法繼續存活，代表生長環境日漸惡劣，值得警覺。地方耆老、帝仙宮管委會主委許智發也講述在老樹下玩樂的兒時回憶。參加者合唱《老榕樹》及仕隆國小學生們朗誦獻詩後，余政憲、戴振耀、橋頭鄉長李清福與書寫碑文的邱明星等，共同為樹靈碑揭幕，並在老樹旁另植一株榕樹苗，象徵生生不息。最後，全體人員繞行老樹一周，以示撫念。高雄縣政府農業局並提供一千株樹苗，祭典後贈送參加民眾。

## 祭後
樹靈祭後，名為「橋仔頭文史協會」的地方人文協會開始一連串在地人文活動，兩年後協會正式成立，替橋頭糖廠成立橋仔頭藝術村，為臺糖文化園區帶來蛻變。
此祭典是當年橋頭鄉的文化盛事。該刻所種下的榕樹也就格外受到地方重視，但於2009年毀於蓮花颱風。